# Кузнецов Андрій Іванович (волейболіст)
Андрій Іванович Кузнецов (24 квітня 1966 року, Узин, Українська РСР, СРСР — 30 грудня 1994 року, поблизу К'єті, Італія) — радянський і російський волейболіст, нападник. Виступав за збірні СРСР, СНД і Росії (1987—1994). Срібний призер Олімпійських ігор 1988, дворазовий чемпіон Європи, шестиразовий чемпіон СРСР. Майстер спорту СРСР міжнародного класу (1986).

## Біографія
Андрій Кузнецов прийшов у полтавську ДЮСШ № 2 у віці до 11 років і до 13 років займався волейболом у тренера Юрія Богданова, а потім перейшов до Владислава Агасьянца.
У радянські часи виступав за команди: 1982—1985 — «Іскра» (Одинцово), 1985—1991 — ЦСКА (Москва). У складі ЦСКА: 6-разовий чемпіон СРСР (1986—1991), володар Кубка СРСР 1985, 5-разовий володар Кубка європейський чемпіонів (1986—1989, 1991), триразовий володар Суперкубка Європи (1987, 1988, 1991). У складі збірної Москви у 1986 році став срібним призером Спартакіади народів СРСР.
З 1991 року грав за італійські клуби: 1991—1993 — «Лаціо» (Рим), 1993—1994 — «Джоя-дель-Колле», 1994 — «Куатро Торрі» (Феррара).
У складі молодіжної збірної СРСР ставав чемпіоном Європи 1984 і чемпіоном світу 1985.
У збірних СРСР, СНД і Росії в офіційних змаганнях виступав у 1987—1994 роках. У їх складі: срібний призер Олімпійських ігор 1988, бронзовий призер чемпіонату світу 1990, бронзовий призер розіграшу Кубка світу 1989, дворазовий чемпіон Європи (1987, 1991), бронзовий призер європейської першості 1993, бронзовий (1991) і срібний (1993) призер Світової ліги, учасник Олімпійських ігор 1992, чемпіонату Европи 1989, розіграшів Світової ліги 1990, 1992 і 1994.
У 1991 і 1993 роках виступав у складі збірної світу «Всі зірки».
В ніч з 30 на 31 грудня 1994 загинув в автокатастрофі поблизу італійського міста К'єті. Похований у Москві на Митинському кладовищі.
У 1996—2015 роках газета «Спорт-Експрес» нагороджувала найкращого волейболіста чемпіонату Росії «Призом Андрія Кузнєцова».

### Родина
Був одружений. Має двох дітей.

## Джерело
- Волейбол. Енциклопедія / Упоряд. В. Л. Свиридов, О. С. Чехов. — Томськ : Компанія «Янсон». — 2001. (рос.)